# Nissan Murano
Nissan Murano — среднеразмерный кроссовер японской компании Nissan, выпускающийся с 2002 года. Автомобиль разработан в Nissan America в Ла-Холье на платформе Nissan FF-L как первый кроссовер Nissan для США и Канады. Европейская версия Nissan Murano поступила в продажу в 2004 году. Назван в честь одного из островов в Италии — Мурано.

## Первое поколение

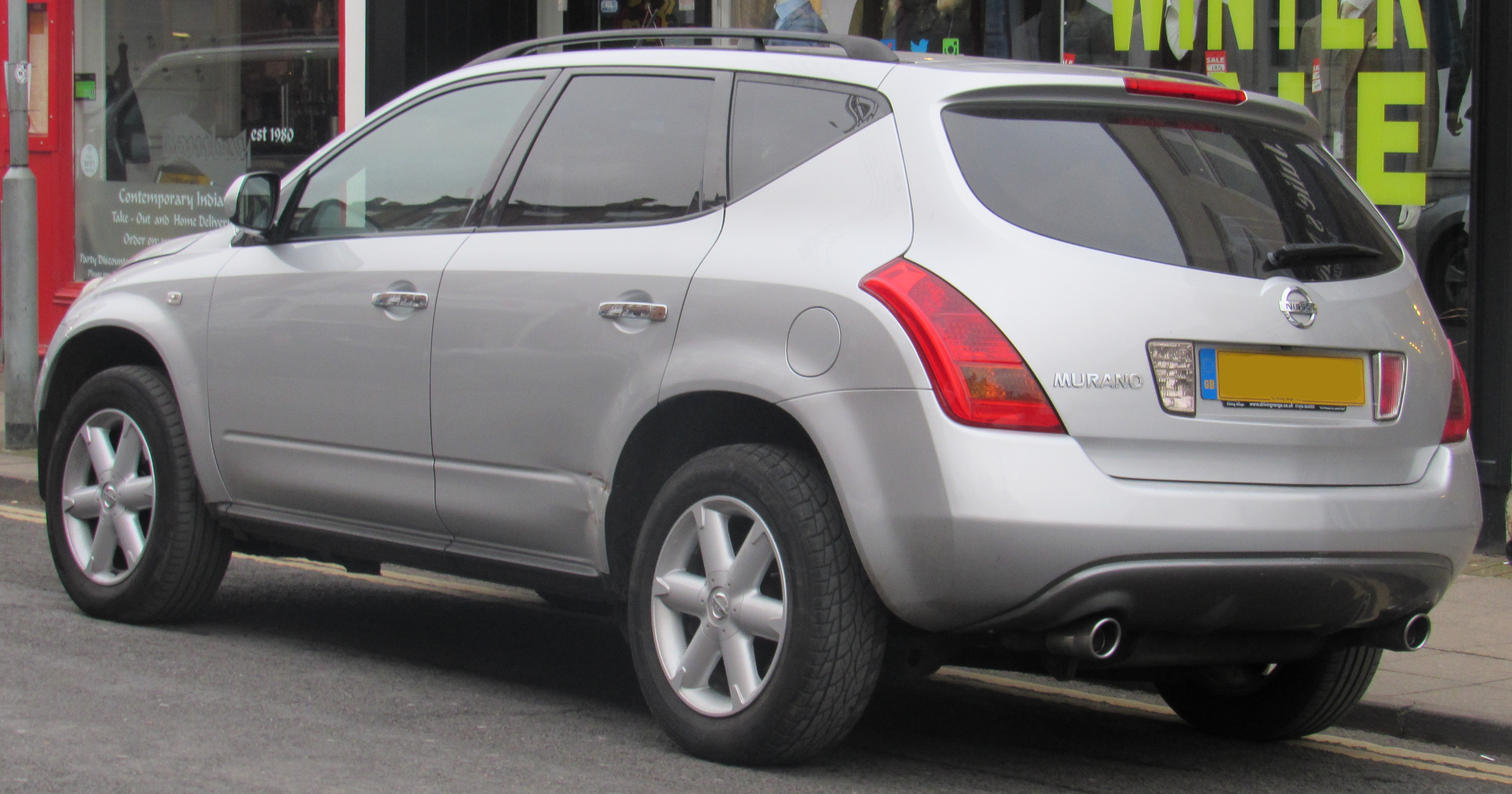
Вид сзади

Изначально Nissan Murano разрабатывался только для американского рынка. Дизайном автомобиля занимались в Nissan USA в Ла Хойе, Калифорния. Впервые модель представлена на североамериканском рынке в 2002 году на автосалоне в Нью-Йорке. Производство для Америки стартовало в середине мая 2002 года. Продажи начались в начале июня 2002 года в США и в середине июля в Канаде. Первое поколение Murano базируется на платформе Nissan FF-L, на которой также построено третье поколение Nissan Altima. Комплектовался Murano 3,5 литровым двигателем VQ35DE мощностью 245 л. с.
Официальные продажи европейской версии начались весной 2004 года. На европейском рынке предлагался тот же 3,5 литровый двигатель, что и на американском.
В декабре 2003 года кроссовер начал поставляться в Японию, заменив минивэн Nissan Presage. Там автомобиль комплектовался с 2,5 литровым двигателем QR25DE и 3,5 литровым двигателем и производился до 31 августа 2008 года.
В 2005 году Nissan Murano прошёл небольшой рестайлинг для рынка Северной Америки. Изменились фары, GPS, также были сделаны небольшие изменения в экстерьере и комплектациях.
До 2007 года Murano был единственным кроссовером Nissan для США и Канады. В сентябре 2007 года был представлен Nissan Rogue, расширивший линейку кроссоверов Nissan на рынке.

## Второе поколение

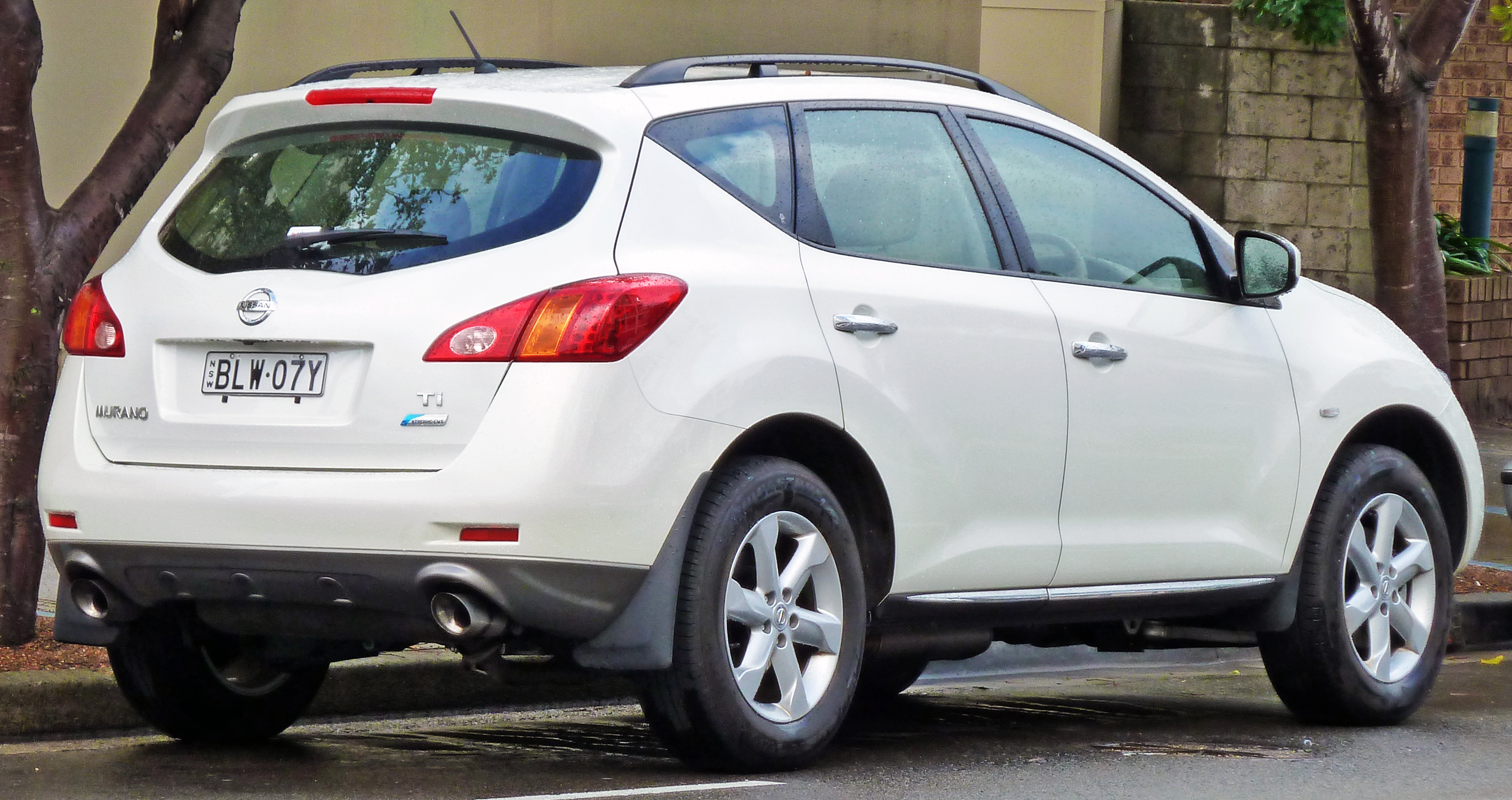
Вид сзади

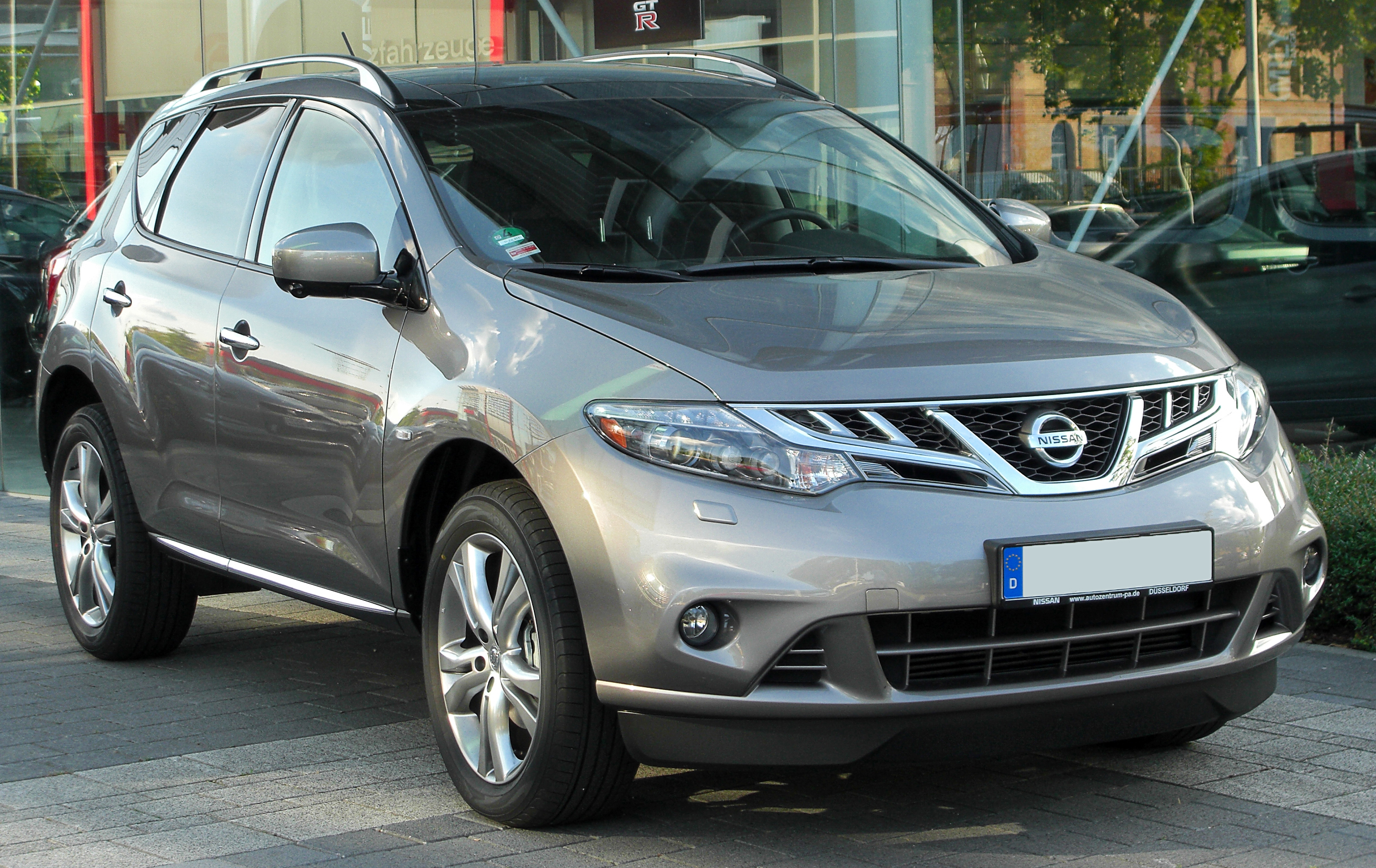
Murano после 2010 года

В ноябре 2007 года на автосалоне в Лос-Анджелесе был представлен Nissan Murano второго поколения. Nissan назвала его Murano 2009 модельного года, тем самым пропустив 2008 год. Продажи нового Nissan Murano стартовали в начале января 2008 года.
Переднюю часть кроссовера сделали в стиле Nissan Rogue: была изменена решётка радиатора, бампер и фары, также изменились задние окна и вся задняя часть автомобиля. Полностью был изменён интерьер, материалы внутри стали высоко-качественными. Гамма двигателей почти не изменилась. 3,5 литровый двигатель стал мощнее, изменив мощность с 245 до 265 лошадиных сил. Трансмиссия осталась CVT, был добавлен и 6-ступенчатый автомат.
Второе поколение Nissan Murano использует платформу Nissan D, на которой также построен Nissan Teana второго поколения.
В сентябре 2008 года Nissan Murano поступил в продажу в Японии. Там кроссовер стоил от 3,150,000 до 4,042,500 иен, что на 300,000 иен дороже, чем первое поколение. В Японии использовалась та же гамма двигателей: 3,5 л и 2,5 л специально для японского рынка.
В 2010 году Nissan Murano прошёл рестайлинг. Изменились задняя и передняя части автомобиля, новые фары и диски, в интерьере новый цвет обивки сидений. Также только для европейского рынка был добавлен 2,5-литровый дизельный двигатель YD25DDTi мощностью 190 л.с.

В январе 2011 года на заводе компании Nissan в Санкт-Петербурге начато производство Nissan Murano.

### Murano CrossCabriolet
В 2010 году на автосалоне в Лос-Анджелесе был показан Nissan Murano CrossCabriolet. Автомобиль ничем (кроме кузова) не отличался от оригинального Murano, даже двигателем. Кабриолет был доступен только в комплектации LE.
В апреле 2014 года Nissan объявил прекращении производства CrossCabriolet в связи с плохими продажами.

### Безопасность
Murano второго поколения доступен с ABS, ESC, EBD и 6 подушками безопасности. 
Автомобиль прошёл тест IIHS в 2009 году:
| IIHS                                          | IIHS |
| --------------------------------------------- | ---- |
| Фронтальный удар с 40%-м перекрытием          | G    |
| Боковой удар                                  | G    |
| Прочность крыши                               | M    |
| Подголовники и сиденья                        | G    |
| Протестированная модель: Nissan Murano (2008) |      |

## Третье поколение
Murano третьего поколения был представлен 14 апреля 2014 года на Нью-Йоркском автосалоне. Дизайн Nissan Murano вдохновлен концепт-каром Nissan Resonance. Отталкиваясь от идеи космических путешествий, дизайнеры стремились передать ощущение полета, наполненности воздухом и лучами солнца. Эта концепция реализуется благодаря дизайну задних стоек, визуально отделенных от панорамной крыши и скульптурных линий кузова. Как и другие модели Nissan, Murano выделяется V-образной решеткой радиатора.
Для североамериканского рынка кроссовер производится на заводе Nissan в Кэнтоне, штат Миссисипи, США.
В 2018 году Murano прошёл небольшой фейслифтинг на рынке США, в котором изменились передняя и задняя часть автомобиля. В 2020 году было произведено улучшение в сторону безопасности. В американских комплектациях SV и SL была добавлена система Nissan Safety Shield 360, которая контролирует слепые зоны автомобиля, включает экстренное торможение при обнаружении пешехода и предупреждает о сходе с полосы.
В Японии кроссовер третьего поколения не продаётся в связи с японским ограничением габаритов автомобилей.

### В России и СНГ
Массовое производство Nissan Murano третьего поколения было запущено в России 21 июня 2016 года на заводе Nissan в Санкт-Петербурге. Кроссовер доступен для покупки во всех официальных дилерских центрах на территории России, Казахстана и Республики Беларусь.
В России Nissan Murano третьего поколения позиционируется как флагман модельного ряда Nissan, что обусловлено просторным салоном и широким набором опций для комфорта водителей и пассажиров.
В соответствии с политикой концерна, перед конвейерным производством модель прошла серьезную адаптацию к местным дорожным условиям. Например, в российской версии Nissan Murano установлены новые стойки и задние пружины. Также российские инженеры перенастроили подвеску, благодаря чему кроссовер уверенно преодолевает неровности на дороге.

### Интеллектуальные системы
В рамках концепции безопасного и технологичного движения Nissan Murano третьего поколения оснащен системами Nissan Intelligent Mobility:
- Интеллектуальная система мониторинга слепых зон предупреждает звуковым сигналом, если другой автомобиль находится в слепой зоне;
- Интеллектуальная система контроля усталости водителя оценивает уровень концентрации и предупреждает о необходимости остановиться и отдохнуть;
- Интеллектуальная система кругового обзора комбинирует изображения с четырех камер сзади, спереди и по бокам автомобиля, формирует вид сверху, чтобы упростить процесс парковки;
- Система предупреждения столкновения при движении задним ходом оповещает об автомобилях, движущихся перпендикулярно сдающему назад Nissan Murano;
- Система распознавания движущихся объектов предупреждает о других участниках дорожного движения, приблизившихся к автомобилю;
- Система мониторинга давления в шинах предупреждает о падении давления в шинах.[16]

### Murano Hybrid
Для 2016 модельного года Nissan представил гибридную версию Murano. Murano Hybrid был доступен в двух комплектациях: SL и Platinum. Murano Hybrid оснащен электродвигателем, 2,5-литровым четырехцилиндровым двигателем, интеллектуальной системой двойного сцепления и литий-ионной батареей, которая расположена под центральной консолью. Гибридные компоненты не уменьшают пассажирское и грузовое пространство.  Гибридная версия использует так называемую систему VSP (Vehicle Sound for Pedestrians), которая использует звук, чтобы помочь предупредить пешеходов о присутствии транспортного средства, когда оно движется на низкой скорости в режиме электропривода.

### Оснащение салона
Интерьер Murano отличается качественной отделкой и эффективными техническими решениями. Сиденья Zero Gravity созданы на основе разработок NASA и доступны для всех пассажиров как в передней, так и задней части салона. Примененные технологии позволяют водителю и пассажирам преодолевать большие расстояния и не чувствовать усталость в спине и пояснице.
Салон автомобиля оснащен подогревом передних и задних сидений, а также подогревом руля и системой вентиляции передних сидений. На приборной панели находится 7” многофункциональный дисплей. Автомобиль оснащен 8” цветным сенсорным дисплеем с функцией мультитач, аудиосистемой BOSE 5.1 Digital Surround с 11 динамиками, а также функцией голосового управления. мультимедийной системой для пассажиров заднего ряда и другими опциями.
В зависимости от комплектации, автомобиль оснащается панорамной крышей и люком с электроприводом, а также вне зависимости от комплектации предоставляет возможность запускать двигатель дистанционно благодаря системе доступа Intelligent Key (чип-ключ). В некоторых комплектациях ключ может «запоминать» индивидуальные водительские настройки руля, сидения и боковых зеркал, которые активируются перед началом движения. 

### Технические характеристики
Nissan Murano оснащается атмосферным бензиновым двигателем V6 мощностью 249 л. с. и объемом 3,5 л. В 2016 году была представлена гибридная версия автомобиля, которая продавалась несколько лет. Во всех комплектациях автомобиль оснащен трансмиссией Xtronic CVT, которая обеспечивает плавность хода, динамику разгона и топливную эффективность. В трансмиссии занижено внутреннее трение и расширен диапазон возможных передаточных чисел. В итоге была создана коробка передач, с высоким балансом комфорта во время езды и органичной динамикой.

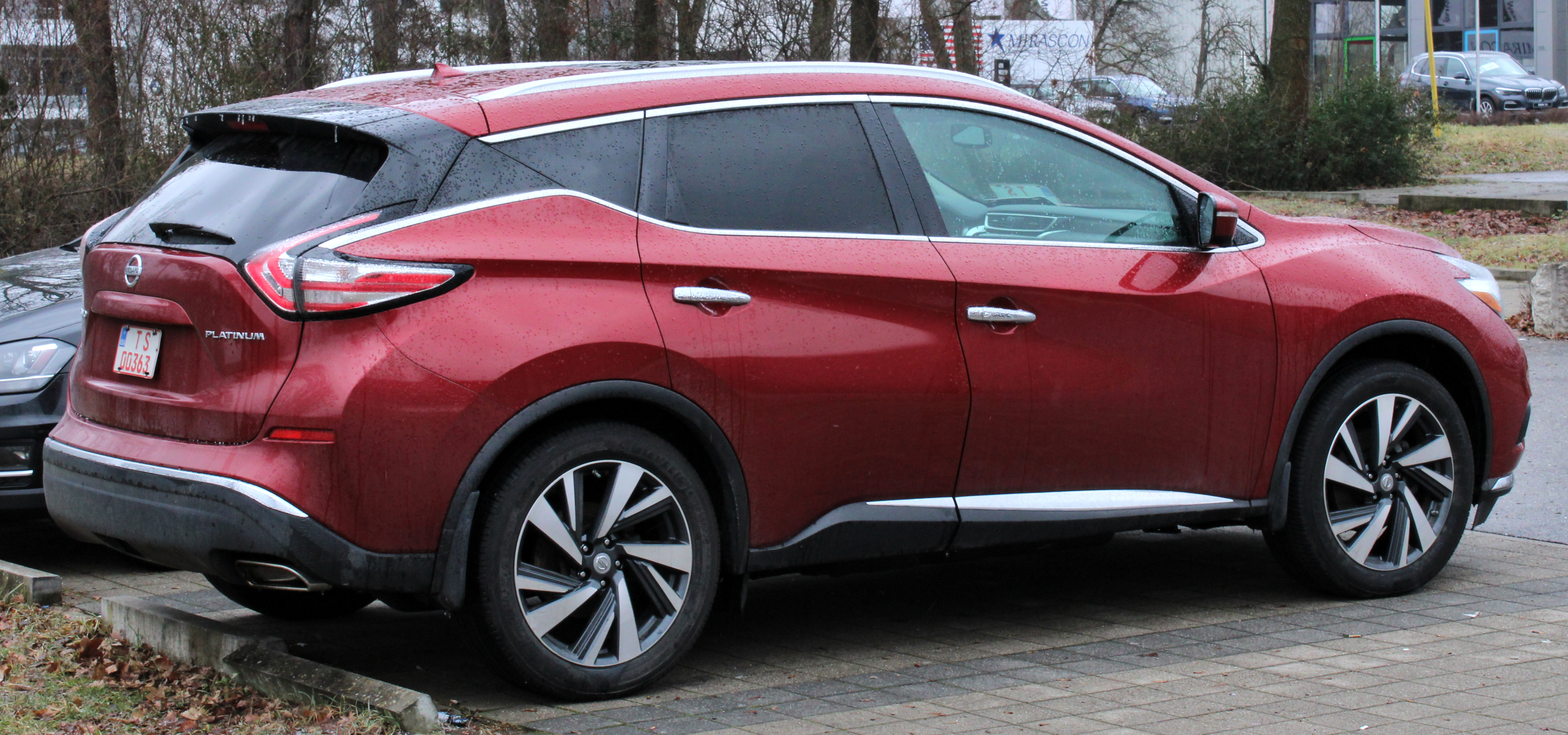
Вид сзади

### Безопасность
Nissan Murano третьего поколения прошел испытания IIHS в 2015 году:
| IIHS                                          | IIHS |
| --------------------------------------------- | ---- |
| Фронтальный удар с 25%-м перекрытием          | G    |
| Фронтальный удар с 40%-м перекрытием          | G    |
| Боковой удар                                  | G    |
| Прочность крыши                               | G    |
| Подголовники и сиденья                        | G    |
| Протестированная модель: Nissan Murano (2014) |      |